# تكافل (أحياء)

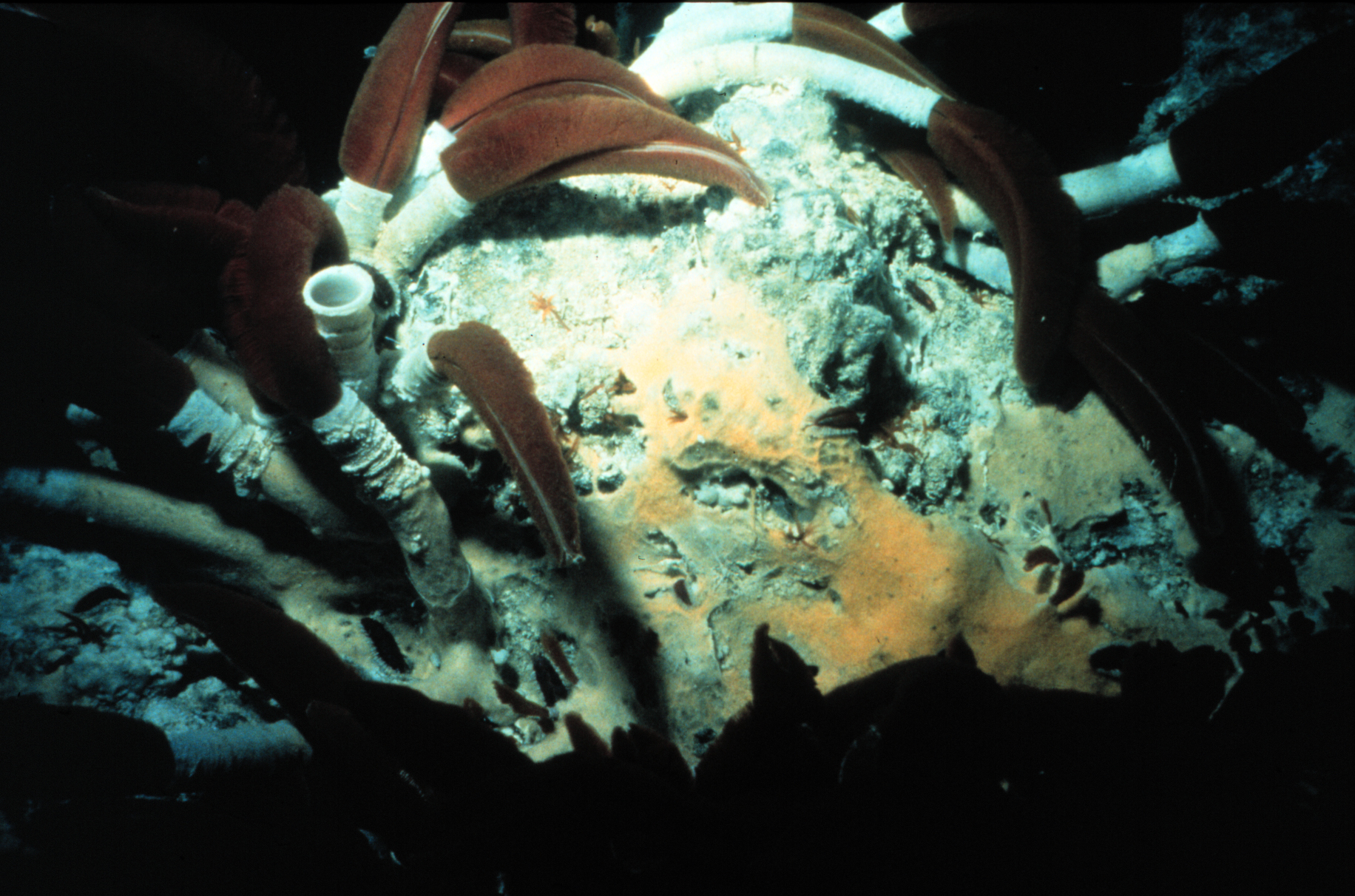
ديدان أنبوبية كبيرة تعيش في قاع البحر

التكافل أو التعايش هو أي نوع من أنواع العلاقات الحيوية أو التفاعل البيولوجي الوثيق وطويل الأمد بين كائنين حيويين مختلفين، سواء كان تقايضيًا أو تعايشيًا أو تطفليًا. العضويات الحية التي يطلق عليها متكافلات، قد تكون من نفس النوع أو من أنواع مختلفة. في عام 1879، قام هاينريش أنطون دي باري بوضع تعريفه للتكافل على أنه «العيش المشترك بين العضويات الحية المتغايرة». دار حول هذا المصطلح جدل دام قرنًا، حول ما إذا كان يجب أن يشير بشكل خاص إلى التعايش كما في الأشنيات، أما في الوقت الراهن فقد خرج علماء الأحياء عن النطاق الضيق لهذا التعريف.
يمكن أن يكون التكافل إجباريًا أو إلزاميًا، مما يعني أن أحد المتكافلين أو كلاهما يعتمد كليًا على الآخر من أجل البقاء، أو اختياري (طوعي) في حال كان بإمكانهما العيش عمومًا بشكل مستقل.
يصنف التكافل أيضًا من حيث الارتباط المادي، إذ يسمى التكافل الذي تكوّن فيه العضويات الحية اتحادًا جسديًا بالتكافل الملتحمي، ويطلق على الحالة التي لا تشكل فيها العضويات اتحادًا بالتكافل الانفصالي. يسمى التكافل حيث يعيش الكائن الحي على سطح الكائن الآخر مثل قمل الرأس على البشر، التكافل الخارجي، فيما يكون التكافل داخليًا عندما يعيش كائن حي داخل أنسجة الكائن الآخر مثل تعايش السيمبيوديوم داخل الشعاب المرجانية.

## تعريفها
بقي تعريف التكافل موضع جدل لمدة 130 عامًا. في عام 1877، استخدم ألبرت بيرنهارد فرانك مصطلح التكافل لوصف العلاقة التبادلية في الأشنيات. في عام 1878، قام عالم الفطريات الألماني هاينريش أنتون دي باري بتعريف التكافل على أنه «العيش المشترك بين العضويات الحية المتغايرة». اختلف التعريف بين العلماء، حيث دعا البعض إلى وجوب خص التكافل فقط بالتقايض المستمر، في حين يعتقد البعض الآخر أنه يجب أن ينطبق على جميع العلاقات الحيوية المستمرة، بعبارة أخرى التقايض أو التعايش أو التطفل، ولكن مع استثناء بعض التفاعلات الوجيزة كالافتراس. في القرن الحادي والعشرين، أصبح هذا التعريف مقبولًا على نطاق واسع من قبل علماء الأحياء.
في عام 1949، اقترح إدوارد هاسكل مقاربة تكاملية لتصنيف «الإجراءات المشتركة»، تبناها لاحقًا علماء الأحياء باعتبارها «تفاعلات».

### تكافل إلزامي أو اختياري
يمكن أن يكون التفاعل بين الكائنين إلزاميًا ما يعني أن أحد المتكافلين أو كلاهما يعتمد كليًا على الآخر من أجل البقاء. على سبيل المثال، تتكون الأشنيات من متكافلات الفطرية وضوئية التخليق، لا يمكن في هذه العلاقة للمتكافلات الفطرية العيش بمفردها، فيما يمكن في التكافلات الطحلبية أو البكتيرية الزرقاء في الأشنيات مثل طحلب ترنتبول، العيش بشكل مستقل وبالتالي يكون التكافل بينها اختياريًا.

## التفاعلات أو العلاقات المادية
التكافل الداخلي هو أي علاقة تكافلية يعيش فيها أحد الكائنين داخل أنسجة الكائن الآخر، إما ضمن الخلية أو خارجها.  ومن الأمثلة على ذلك الميكروبات المتعايشة المتنوعة والريزوبيا والجراثيم المثبتة للنيتروجين التي تعيش في العقد الجذرية على جذور البقوليات، بالإضافة إلى الشعيات والجراثيم المثبتة للنيتروجين مثل فرنكيا التي تعيش في عقد جذور النغت، والطحالب أحادية الخلية داخل بناء الشعاب المرجانية، والجراثيم المعايشة الجوانية التي توفر المغذيات الأساسية لما يقارب 10 إلى 15% من الحشرات.

أما التكافل الخارجي فهو أي علاقة تكافلية حيث يعيش المتكافل على سطح جسم الكائن المضيف، بما في ذلك السطوح الداخلية للجهاز الهضمي أو قنوات الغدد خارجية الإفراز. ومن الأمثلة على التكافل الخراجي، المتطفلات الخارجية مثل القمل، والكائنات المتعايشة مثل البرنقيل التي تلتصق على فك الحيتان البالينية، والكائنات التقايضية مثل الأسماك المنظفة. 

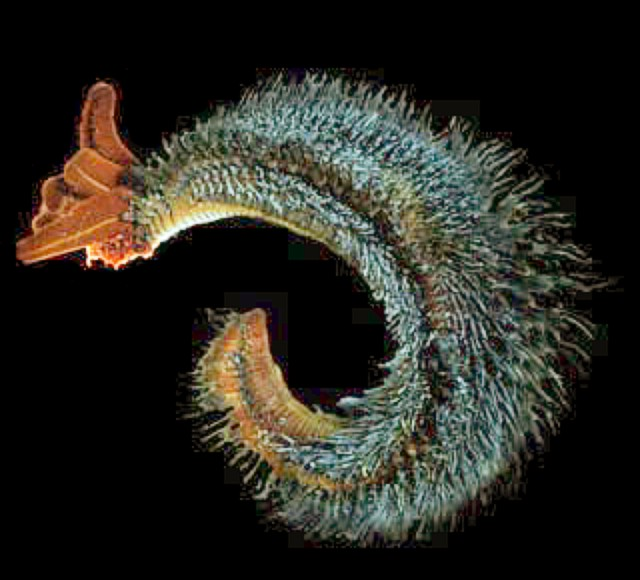
دودة بومبي تعيش في قاع البحر.